# Linte
Linte är en ort i Estland. Den ligger i Räpina kommun och landskapet Põlvamaa, i den sydöstra delen av landet, 210 km sydost om huvudstaden Tallinn. Linte ligger 38 meter över havet och antalet invånare är 286.
Terrängen runt Linte är mycket platt, och sluttar österut.  Trakten runt Linte är nära nog obefolkad, med mindre än två invånare per kvadratkilometer. Närmaste större samhälle är Räpina, 6,4 km söder om Linte.